# Puchar „Sportu” i PZHL
Puchar „Sportu” i PZHL – coroczne rozgrywki klubowe w hokeja na lodzie w Polsce, organizowane przez redakcję czasopisma „Sport” i Polski Związek Hokeja na Lodzie.

## Puchar „Sportu”
Pierwotnie były rozgrywane turnieje o Puchar redakcji „Sportu”.
- 1969: trzydniowy międzynarodowy turniej trwał do 6 września 1969 w Sosnowcu; uczestniczyły w nim reprezentacje Polski, Rumunii, Szwajcarii oraz radziecki klub Awtomobilist Swierdłowsk (piąty zespół ligi ZSRR); zwyciężył Awtomobilist, który w finale pokonał Polskę 7:2, a w meczu o III miejsce Rumunia zwyciężyła Szwajcarię 8:5[1].
- 1972: zorganizowany we wrześniu 1972 w Katowicach; uczestniczyli Baildon Katowice, Legia Warszawa, Naprzód Janów, Pomorzanin Toruń:
  - półfinały: Naprzód Janów – Pomorzanin Toruń 6.2, Legia Warszawa – Baildon Katowice 7:2[2], Baildon Katowice – Pomorzanin Toruń 7:3, Naprzód Janów – Legia Warszawa 16:4, Pomorzanin Toruń – Legia Warszawa 2:2[3].
- 1974: turniej określany jako Puchar PZHL:
  - KTH Krynica – Stal Sanok 7:5 (1:1, 0:4, 6:0)[4]
- 1975:
  - półfinały: 18 IX 1975 Zagłębie Sosnowiec – Baildon Katowice 7:6[5]

## Puchar „Sportu” i PZHL
Na początku 1982 zaplanowano zorganizowanie rozgrywek pucharowych z udziałem wszystkich 10 drużyn I-ligowych pod patronatem Totalizatora Sportowego. Pierwszym zwycięzcą Pucharu PZHL (określanego w prasie jako Puchar Polski) został Naprzód Janów.
Łącznie odbyło się osiem edycji od 1982 do 1989.
| Edycja | Triumfator        | Finalista         |
| ------ | ----------------- | ----------------- |
| 1982   | Naprzód Janów     | Podhale Nowy Targ |
| 1983   | Polonia Bytom     | GKS Tychy         |
| 1984   | GKS Tychy         | ŁKS Łódź          |
| 1985   | Podhale Nowy Targ |                   |
| 1986   | Podhale Nowy Targ |                   |
| 1987   | Podhale Nowy Targ | Polonia Bytom     |
| 1988   | Polonia Bytom     | Podhale Nowy Targ |
| 1989   | Polonia Bytom     | Cracovia          |